# Azões
Azões é uma povoação portuguesa do Município de Vila Verde que foi sede da Freguesia de Azões, freguesia que tinha 1,29 km² de área e 314 habitantes (2011), tendo, por isso, uma densidade populacional de 243,4 hab/km².
A Freguesia de Azões foi extinta (agregada) em 2013, no âmbito de uma reforma administrativa nacional, para, em conjunto com as Freguesias de Duas Igrejas, Rio Mau, Goães, Godinhaços, Pedregais, e Portela das Cabras, formar uma nova freguesia denominada União das Freguesias da Ribeira do Neiva.

## População
| População da freguesia de Azões | População da freguesia de Azões | População da freguesia de Azões | População da freguesia de Azões | População da freguesia de Azões | População da freguesia de Azões | População da freguesia de Azões | População da freguesia de Azões | População da freguesia de Azões | População da freguesia de Azões | População da freguesia de Azões | População da freguesia de Azões | População da freguesia de Azões | População da freguesia de Azões | População da freguesia de Azões |
| ------------------------------- | ------------------------------- | ------------------------------- | ------------------------------- | ------------------------------- | ------------------------------- | ------------------------------- | ------------------------------- | ------------------------------- | ------------------------------- | ------------------------------- | ------------------------------- | ------------------------------- | ------------------------------- | ------------------------------- |
| 1864                            | 1878                            | 1890                            | 1900                            | 1911                            | 1920                            | 1930                            | 1940                            | 1950                            | 1960                            | 1970                            | 1981                            | 1991                            | 2001                            | 2011                            |
| 196                             | 162                             | 163                             | 193                             | 200                             | 228                             | 609                             | 334                             | 339                             | 304                             | 731                             | 386                             | 326                             | 343                             | 314                             |

## História
Integrava o antigo concelho de Albergaria de Penela, extinto em 1837, passando a pertencer ao antigo concelho de Penela do Minho, extinto pelo decreto de 24 de outubro de 1855, passando então para o concelho de Vila Verde.

## Lugares
- Assento
- Amarelha
- Idónea
- Boa Vista
- Cale
- Fulão
- Milheirice
- Moega
- Parreira
- Pena Curva
- Pereiro
- Ribeiro
- São Miguel
- Santa Luzia
- Ventosa